# Machadobelba simplex
Machadobelba simplex är en kvalsterart som beskrevs av Csiszár 1961. Machadobelba simplex ingår i släktet Machadobelba och familjen Machadobelbidae. Inga underarter finns listade i Catalogue of Life.